# Mirko Križ
Mirko Križ je bio hrvatski nogometaš i nogometni reprezentativac.

## Nogometaška karijera

### Klupska karijera
Igrao je za zagrebački HAŠK. S HAŠK-om osvojio je prvenstvo Zagrebačkog nogometnog podsaveza 1921./22. godine.

### Reprezentativna karijera
Za reprezentaciju odigrao je dvije utakmice. Prva je bila u Padovi 4. studenoga 1925. protiv Italije, a druga 6. listopada 1929. protiv Rumunjske u Bukureštu. Zanimljivost je da su u njegovoj prvoj utakmici za reprezentaciju osmorica igrača bili iz Hrvatske.
Igrao je i za reprezentaciju Zagrebačkog nogometnog podsaveza s kojom je osvojio Kup kralja Aleksandra 1924. godine.